# 10121 Арзамас
10121 Арзамас (10121 Arzamas) — астероїд головного поясу, відкритий 27 січня 1993 року.
Тіссеранів параметр щодо Юпітера — 3,175.